# Юр'єв Михайло Зіновійович
Михайло Зіновійович Юр'єв, рос. Михаил Зиновьевич Юрьев, англ . Михаил Зиновьевич Юрьев (народився 10 квітня 1959 року в Москві ; † 15 лютого 2019 року там), був рашистом, псевдо-лібералом, московитським підприємцем, політиком, журналістом і автором «Нових правих». З 1996 по 1999 рік обіймав посаду заступника голови Думи. Як письменник він опублікував утопічний роман «Третя імперія» у 2006 році.

## Життя і творчість

### Походження
Михайло Юр'єв народився в родині з єврейсько-білоруським корінням і був сином вчителя англійської мови та автора кримінальних, фентезі та наукової фантастики Юр'єва Зиновія Юрійович(1925—2020, раніше Зяма Юдович Грінман) та його дружини, журналістки Олени Михайлівни Кореневської, уродженої Арнольдової (1925—2017).
Дід з боку матері — Михайло Осипович Арнольдов (справжнє прізвище Кешель; 1901—1938, розстріляний)— льотчик, випускник Військово-повітряна інженерна академія імені М. Є. Жуковського, який першим у СРСР почав опановувати сліпі польоти, з 1935 року був останнім директором концесійного радянсько-німецького товариства повітряних сполучень «Дерулюфт».
Бабуся М. З. Юр'єва — Нехама (Нэма) Наумівна Рабінович (1903—1989) — після арешту чоловіка була репресована як член сім'ї зрадника Батьківщини і провела 8 років у виправно-трудових таборах.

### Освіта, наукова діяльність
У 1973 у віці 14 років він закінчив московську загальноосвітню школу, як обдарований учень. У 1978 у віці 19 років з відзнакою закінчив біологічний факультет Московського державного універистету ім. Ломоносова і відразу ж влаштувався на роботу в Інститут молекулярної генетики АН СРСР. Пропрацювавши там 10 років, він закінчив свою наукову кар'єру через скорочення коштів на фінансування вчених внаслідок розпаду СРСР.

### Бізнес в Росії
У період Перебудови став бізнесменом і підприємцем. Маючи лише 5000 рублів початкового капіталу, він розвинув свій «кооператив» в компанію під назвою «Інтер», в яка займалася виробництвом хімічних речовин та посередництвом у виробничому секторі. Через розбіжності всередині компанія закрилася в 1989 році. Потім Юр'єв продовжив підприємницьку діяльність з білоруським заводом з виробництва кормових добавок. Незабаром він орендував хімічний цех і виготовляв там гумки.
З 1990 року він є генеральним директором виробничого об'єднання «Інтерпром» та президентом Товариства з обмеженою відповідальністю «Промислова група Інтерпром».
У 1990-х роках німецький журнал Der Spiegel розглядав його як прототип нового русского.

### Політик
Паралельно з підприємницькою кар'єрою Юр'єв почав проявляти політичну та громадську активність у 1992 році і став віце-президентом Російського союзу промисловців і підприємців. У 1995 році відійшов від оперативного керівництва.
У 1995—1999 роках був обраний депутатом Державної Думи другого скликання, членом ліволіберальної фракції «Яблоко». Проте, за своїми словами, він ніколи не був членом партії «Яблуко» і не повністю поділяв її ідеологію. З 17 січня 1996 року за квотою фракції «Яблуко» до 24 грудня 1999 року був обраний заступником голови Державної думи РФ. Був ініціатором та співавтором 4 законодавчих ініціатив, одна з яких була прийнята — Федеральний конституційний закон від 17.12.2001 № 6-ФКЗ «Про порядок прийняття до Російської Федерації та утворення в її складі нового суб'єкта Російської Федерації».

### Журналістська діяльність і радикалізація
З 2000 року Юр'єв перейшов у журналістику. Перший досвід він отримав у політичній програмі «Однако» (Однак) журналіста та шовініста Михайла Леонтьєва. Почав писати статті для російських газет і журналів. Пізніше він розширив свою видавничу діяльність, включивши в неї Інтернет. Він також став ведучим популярного радіошоу, в якому відповідав на запитання слухачів про політику, бізнес і промисловість.
У 2004 році в газеті «Комсомольська правда» він опублікував есе під назвою "Внутрішній ворог і національна ідея ", яке спочатку не привернуло уваги, в якому він представив авторитарну, націоналістичну, російсько-православну та дихотомічно забарвлену концепцію держави «Російсько-Православна Русь» «внутрішній ворог» у фактичній воєнній ситуації в країні шляхом зміцнення спецслужб і практики цензури.

#### Фортеця Росія.Прощання з лібералізмом
У 2005 році разом з Леонтьєвим та іншими він опублікував одночасно ізоляціоністську та експансіоністську роботу під назвою «Фортеця Росія. Прощання з лібералізмом». , в якому він виступав за ізоляцію Росії та систему, що відрізняється від ліберальних демократій західного світу. Згідно його позиції Росія завжди існувала як імперія і може існувати тільки в такому вигляді. Росіяни є імперським народом, який не може існувати самостійно без інших народів, які разом з ними творили російську цивілізацію. Існування Росії мають гарантувати її природні ресурси, сильний президент, ядерна зброя, геополітична гегемонія, ринкова економіка, фінанси країни та «психічне здоров'я» населення. Разом з Леонтьєвим він бачив глобалізацію та західний лібералізм як загрозу російській державі та російській цивілізації.

#### Третя імперія
У 2006 році він видав свою художню, але водночас трактатною головну працю «Третя Імперія. Росія, як вона має бути». У цьому утопічному романі він уявив, що в 2053 році, знаходячись в ролі розповідача, бразильський соціолог у формі вигаданого звіту про подорож, описав, як Росія перемогла НАТО, змусила США підкоритися після атомних бомбардувань, як Росія окупувала спочатку частину України, а потім і Білорусь і, як нарешті, як вона підкорила всю Європу, а також Гренландію та Ізраїль у «Третій імперії». За концепцією культурних просторів у «Зіткненні цивілізацій» Гантінгтона, окрім російського великодержав'я, існує також «Американська Федерація», «Ісламський Халіфат», «Індійська Конфедерація» та «Азійська Небесна Республіка». Під керівництвом «Володимира II» імперіалістична Росія, яка називає себе «рускім міром», зробила автономію та самодостатність ключовими моментами національної ідентичності і прийняла новий соціальний порядок, за яким «вона захищає свої національні та християнські цінності від внутрішніх і зовнішніх ворогів». Згідно з утопією суспільства Юр'єва, у цьому новому порядку влади домінує військово-політична еліта, опричники, панування через тиранію над класовим суспільством.
Після початку війни Росією проти України деякі критики сприймали твори Юр'єва як привід для реальних подій. На думку німецького східноєвропейського історика Карла Шльогеля та російського культуролога Діни Хапаєвої, ця книга могла ідеологічно надихнути президента Росії Путіна та інших діячів російського урядового апарату. Німецький культуролог Ніна Веллер оцінила книгу з ідеологічної точки зору як «зразковий твір для неоімперського повороту в Росії 2000-х років і пов'язаної з ним насиченої емоційністю та пафосом міфологізації російської історії».
У 2004 році він уже назвав себе ключовим гравцем у правоконсервативному об'єднанні ідей, написавши «Внутрішній ворог і національна ідея». У своїй мережі, до якої входить Ізборський клуб, Юр'єв використовував «тактику самопопуляризації та обфускації», щоб розширити та водночас містифікувати свій імідж як впливового гравця у владній політиці. Разом з іншими йому вдалося проникнути в мейнстрім і, прикриваючись загальними словами, завоювати більше прихильників своїх ідей. Веллер інтерпретував підхід Юр'єва як прямий переклад терміну «державний самвидав» (великодержавний самвидав) як «стратегію побудови контргромадськості, згрупованої навколо запропонованої мережі влади […], за допомогою якої вона навмисно залишається непрозорою щодо того, чиї інтереси вона представляє. і який вплив вона насправді має і кому вона насправді адресована».

#### Співпраця з Дугіним
Останнім часом Юр'єв був членом політради створеної Олександром Дугіним у 2002 році «Євразійської партії», яка пропагує концепцію євразійства.

### Бізнес в США
У 2014 році він заявив, що припинив свій бізнес в Росії і веде його тільки в США.
У 2018 році він разом з іншими московитськими бізнесменами Костянтином Ніколаєвим, Андрієм Кунатбаєвим заволоділи разом 88 % акцій Компанії Американський Етан, в якій екс-глава адміністрації президента РФ Олександр Волошин мав секретну частку 2,5 % вартістю 1,25 млн доларів США в 2014 році під AV SPV у решті 12 %. У липні 2018 американець Джон У.Хауталінг II, співзасновник та генеральний директор підтвердив також, що Олександр Абрамов, партнер Романа Абрамовича в ЄВРАЗ, є інвестором американської Ethane. З січня 2014 до квітня 2017 російський олігарх Роман Абрамович був інвестором компанії American Ethane, але покинув її.

### Медіа діяльність
Разом із московитами українофобами та шовіністами Леонтьєвим Михайлом та Анатолієм Кузичевим вів шоу «ГлавРадіо». У 2016 році був запрошеним гостем в щотижневій (п'ятничній) програмі «Юр'єв день» на російський пропагандистському ЗМІ L!fe (медіа) Звук (колишня РСН).
З 27 квітня 2017 року він є учасником аналітичної програми «Головна Тема» (разом з Леонтьєвим Михайлом та Іллею Савельєвим) на радіо «Комсомольська правда».
Під час протестів у Вірменії (2018) році він заявляв про необхідність застосування Росією сили проти опозиції в Арменії: «Чому ми повинні стримуватися? Відбулася кольорова революція, треба висадити два полку і утопити їх у крові, якщо у них не вистачає мужності».

### Смерть
Михайло Юр'єв протягом останніх п'яти місяців життя боровся з онкологічним захворюванням і помер у віці 59 років в Москві 15 лютого 2019 внаслідок раку.

## Творчість
- Третя імперія. Росія як має бути. Перша онлайн-версія 2006 (PDF), перша друкована версія опублікована Limbus Press, Санкт-Петербург 2007, нове видання 2019.

## література
- Ніна Веллер: Велика держава Самвидав. Третя імперія Михайла Юр'єва як альтернативно-історична цивілізаційна утопія. В: Роман Дубасевич, Матіас Шварц (ред.) : Сирени війни. Дискурсивні та афективні виміри українського конфлікту (= LiteratureResearch, том 38). Kulturverlag Kadmos, Berlin 2020, стор. 227—257 (academia.edu, PDF).

## Веб-посилання
- Юр'єв Михайло Зіновійович, біографія на порталі scilla.ru (рос.)
- Коротка біографія Юр'єва Михайла Зіновійовича на порталі decoratex.biz